# Ingvar Svanberg
Se även etnologen Ingvar Svanberg (född 1953).
Uno Ingvar Svanberg (i riksdagen kallad Svanberg i Kalix), född 20 oktober 1915 i Nederkalix socken, död 12 augusti 1997 i Hortlax, var en svensk politiker (socialdemokrat) och riksgäldsfullmäktig. 
Svanberg var ledamot av Sveriges riksdag för Norrbottens läns valkrets 1961-1982, fram till 1970 i andra kammaren. Han var ordförande i Näringsutskottet från 1971 till 1982.